# Svart ängstrollslända
Svart ängstrollslända (Sympetrum danae) är en art i insektsordningen trollsländor som tillhör familjen segeltrollsländor.

## Kännetecken
Den svarta ängstrollsländan är en av de minsta arterna i sitt släkte och den skiljer sig också från de flesta andra arter i släktet Sympetrum, som brukar kallas ängstrollsländor, genom att hanen helt saknar röd färg. Istället blir hanen från och med könsmognaden allt mörkare i färgen, tills kroppen är nästan svart. Honan, liksom icke könsmogna hanar, har mörk kropp med gula teckningar. Dess ben är svarta och vingarna är genomskinliga med mörkt vingmärke. Vingbredden är 45 till 55 millimeter. Bakvingens längd är 20 till 26 millimeter och bakkroppens längd är 18 till 24 millimeter.

## Utbredning
Den svarta ängstrollsländan finns i Europa och i norra Asien och Nordamerika. I Sverige finns den över större delen av landet, utom i de nordligaste fjälltrakterna. Den är landskapstrollslända för Jämtland.

## Levnadssätt
Den svarta ängstrollsländans habitat är främst våtmarker, som mossar kärr och myrar, gärna med skog runt omkring. Utvecklingstiden från ägg till imago är ett år och flygtiden från mitten av juli till oktober.